# Nikolaus Selnecker

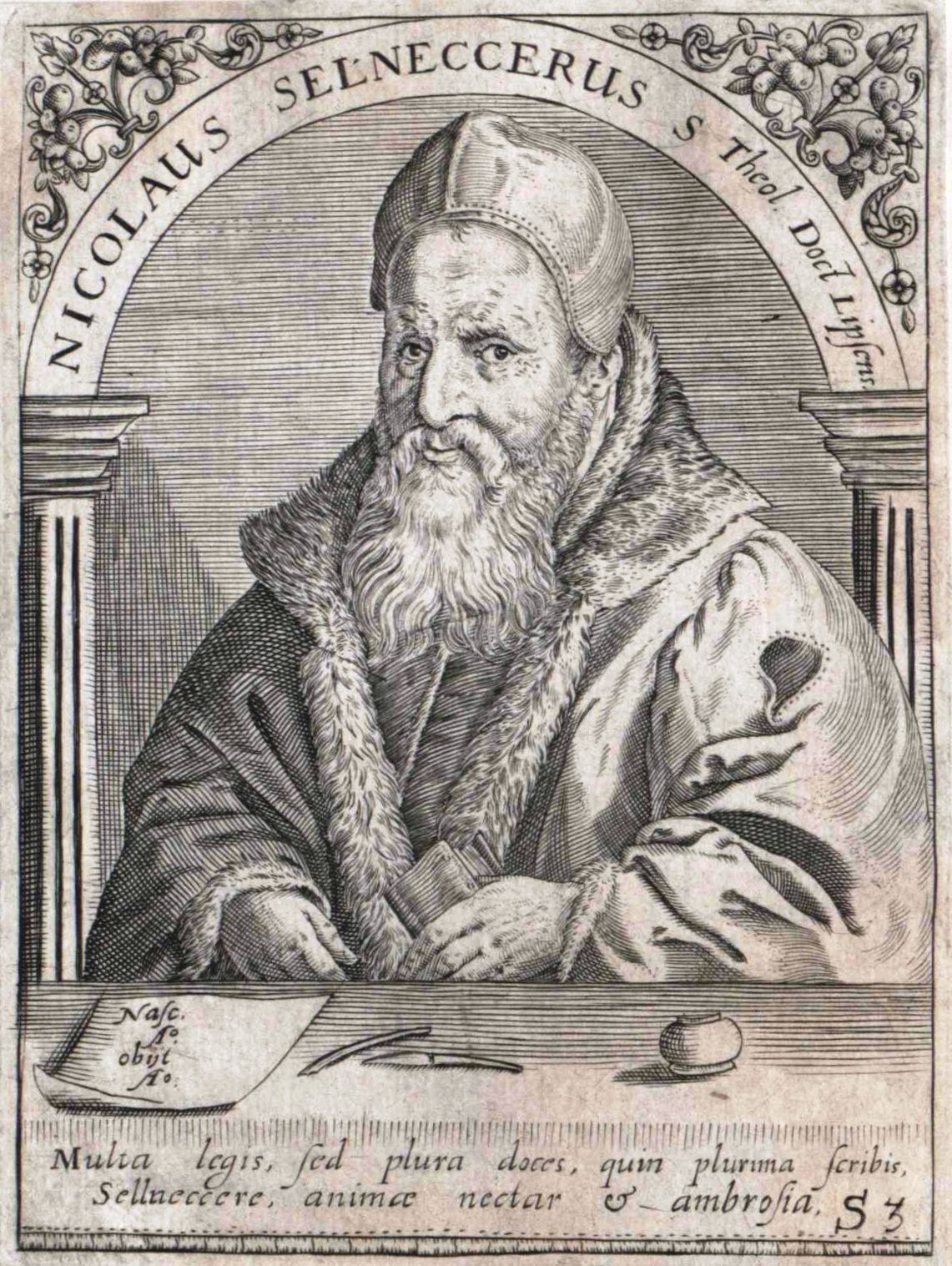
Nikolaus Selnecker (Kupferstich, 16. Jh.)

Nikolaus Selnecker (auch: Sellenecker, Nicolaus Selneccer; * 6. Dezember 1530 in Hersbruck; † 24. Mai 1592 in Leipzig) war ein deutscher evangelischer Theologe, Reformator, Kirchenliederdichter und -komponist.

## Leben
Nikolaus Selnecker, Sohn des Stadtschreibers und Notars Georg Schellenecker und Dorothea (geb. Peer), wuchs seit 1534 in Nürnberg auf. Seit früher Jugend widmete er sich der Musik und wurde 1542 Organist an der Nürnberger Burgkapelle. Am 29. April 1550 begann er ein Studium an der Universität Wittenberg. Die Freundschaft seines Vaters mit Philipp Melanchthon öffnete ihm das Haus des Präzeptors. Unter dessen Einfluss erlangte er am 31. Juli 1554 den akademischen Grad eines Magisters der Freien Künste. Er wurde am 1. Mai 1555 als Mitglied der philosophischen Fakultät aufgenommen und war im Sommer 1556 ihr Dekan.
An der Übereinstimmung Melanchthons mit Martin Luther hat er nie gezweifelt. Melanchthon empfahl ihn 1557 als dritten Hofprediger nach Dresden. Daraufhin wurde er von Kurfürst August dorthin berufen und erhielt am 1. Februar 1558 in Wittenberg die Ordination. Am 4. April 1559 übernahm er zusätzlich die Leitung der Hofkapelle und am 14. Februar 1560 wurde er auch Erzieher des Kurprinzen Alexander. 1558 heiratete er die Tochter des Superintendenten Daniel Greser, unter dessen Einfluss er geriet. Nachdem er im August 1564 die Jagdleidenschaft des Kurfürsten gerügt hatte, konnte er nur durch eine Aufgabe seines Amts einen ehrenvollen Abschied erreichen.
Im März 1565 ging Selnecker als Theologieprofessor nach Jena, musste aber schon nach zwei Jahren den Gnesiolutheranern Platz machen. 1568 ernannte ihn Kurfürst August zum Professor der Theologie an der Universität Leipzig. In Wittenberg erwarb er am 10. Mai 1570 den Doktorgrad. Er übernahm daraufhin das Amt des Generalsuperintendenten in Braunschweig-Wolfenbüttel, hatte jedoch dort einen schweren Stand gegenüber Martin Chemnitz und Jacob Andreae.
In dieser Zeit hielt er sich bald in Gandersheim, 1572 in Oldenburg auf, wo er sich an der Gründung der Hohen Schule, der Vorläuferin der Universität Helmstedt, maßgeblich beteiligte. 1573 verfasste er mit Hermann Hamelmann die Oldenburger Kirchenordnung. Zum Jahreswechsel 1573/74 kehrte er in seine Leipziger Professur zurück und wurde 1576 zusätzlich Pfarrer an der Thomaskirche und Superintendent, dazu auch Domherr am Meißner Dom. Mittlerweile war er ein scharfer Gegner der Philippisten und beteiligte sich an den Verhandlungen über die Konkordienformel.
Nach dem Tode des Kurfürsten August wurde er unter dem calvinistischen Kurfürsten Christian I. von Sachsen 1589 abgesetzt und ausgewiesen. Er lebte in Magdeburg, bis er im Oktober 1590 Superintendent in Hildesheim wurde. Als 1591 wieder ein Regierungswechsel in Sachsen erfolgt war und es eine Wendung der kirchlichen Verhältnisse gab, kehrte er nach Leipzig zurück. Bald darauf starb er und wurde fürstlich in der Thomaskirche beigesetzt, wo sich heute noch seine Grabplatte befindet.
Selnecker hinterließ 170 Schriften, darunter die Historia Lutheri (1575) und die Historie der Augsburgischen Konfession (1584), und war an der Ausarbeitung des Konkordienbuches beteiligt. Er hatte auch 120 Lieder gedichtet, von denen einige noch im Evangelischen Gesangbuch (EG) und im Evangelisch-Lutherischen Kirchengesangbuch stehen.

## Familie
Selnecker hatte sich 1558 in Dresden mit Margaretha Greser, der Tochter des Dresdener Superintendenten verheiratet. Aus der Ehe stammen 15 Kinder, wovon 10 Kinder, vor dem Vater starben. Von den Kindern kennt man:
- Georg Selnecker († 1560 in Dresden)
- Georg Selnecker (* 1561 in Dresden; † 22. September 1598 in Delitzsch) 12. November 1576 kurf. sächs. Ls. Grimma, 1581 Bacc. phil. Uni. Leipzig, Wintersemester 1582 Mag. phil. ebd., 1585 Sup. Delitzsch, 1589 Pfr. Schlaggenwald/Böhmen, 1593 Sup. Delitzsch, verh. 6. Juni 1586 mit Sabina N.N. (* Pegau; † 1612), der Witwe des Delitzscher Ratsherrn Balthasar Fiedler, To. des Valentin N.N., Sohn Nicolaus Selnecker (* Delitzsch, Wintersemester 1597 Uni. Leipzig)[2]
- Maria Selnecker verh. 6. Juni 1580[3] mit dem Rektor der kurf. sächs. Landesschule Pforta Mag. Jakob Lindner
- Nicolaus Selnecker (* 9 (4.). September 1574 in Leipzig; † 9. Oktober 1619 ebd.) 3. Januar 1585 kurf. sächs. Ls. Pforta, Wintersemester 1581 Uni. Leipzig (dep.), 1601 Sonnabendprediger Leipzig, 1604 Adiak. Rochlitz, 7. Juni 1606 Diakon St. Thomas in Leipzig, verh. 14. November 1604 mit Maria Truebe (* 3. September 1579 in Leipzig; † 11. Mai 1629 ebd.), Tochter des Mag. Ludwig Trübe[4] und der Sybilla Badehorn,[5] aus der Ehe stammen 11. Kinder, von denen 3. Söhne und 3 Töchter die Mutter überlebten, Sohn Georg Selnecker (* Leipzig; Wintersemester 1613 Uni. Leipzig)[6]
- Tobias Selnecker (* 15. Oktober 1576 in Leipzig) 15. Oktober 1585 kurf. sächs. Ls. Pforta, Wintersemester 1581 Uni. Leipzig, kurf. sächs. Rentkammerprokurator in Dresden[7]
- Daniel Selnecker (* Dresden; begr. 6. Juli 1587 in Leipzig) Sommersemester 1568 Uni. Jena (gratis), Sommersemester 1575 Uni. Leipzig, Wintersemester 1581 Bacc. phil. ebd., Wintersemester 1582 Mag. phil. ebd.,[8]
- David Selnecker († in Jena)
- Dorothea Selnecker († in Leipzig)
- Julius Selnecker
- Magdalena Selnecker verh. 25. Oktober 1585 mit dem Sup. Weißenfels Mag. Matthäus Albinus[9]

## Gedenktag
24. Mai im Evangelischen Namenkalender.

## Schriften
- Epitome in libros octo Physicorum Aristoteles. Um 1560.
- Argumenta et annotiones in librum sapientiae Salomonis. Um 1561.
- Catalogus praecipuorum Conciliorum Oecumeniorum et Nationalum a tempore Apostolorum usque ad nostra tempora. 1561 und 1571. (Digitalisat der Ausg. 1571)
- Epistula prima St. Johannae. Um 1561/62.
- Theophania, comoedia nova et elegans, de primorum parentum conditione et ordinum, sive graduum in genere humano institutione. Wittenberg 1560. (Digitalisat)
- Libellus brevis et utilis de coena domini. Mylius, Straßburg 1561. (Digitalisat)
- Vera et invicta doctrina de coena contra sacramentarios. Um 1562–63.
- Der gantze Psalter des Königlichen Propheten Davids außgelegt und in drey Bücher getheylt. Nemlich die ersten fünffzig Psalmen  ordenlich nach einander, dem gemeinen Mann und frommen einfeltigen Christen zu gut und in diser elenden zeit zu trost und unterricht geprediget und in Druck gegeben. Heußler, Nürnberg 1565. (Digitalisat)
- Capita doctrinae christianae quam Catechismum nominamus, versibus reddita. Montanus & Neuber, Nürnberg 1563.
- Der ganze Psalter des königlichen Propheten David ausgelegt. 1565–66.
- Paedagogia christiana, continens capita & locos doctrinae christianae, forma et serie catechetica vere et perspicue explicata & ad usum docentium et discentium doctrinam filii dei scripta. Brubach 1665. (Digitalisat), 1566, 15672, 15713, 15774, dt. 1569, 15702
- Christlicher bericht , Wie sich ein jeder Christ, inn Sterbsleufften trösten vnnd halten soll. Der XCI. Psalm ausgelegt, Wer vnter dem Schirm des höchsten sitzt. Von Sterbsleufften, Ein trost geschrieben an einen guten Freundt. Bericht, wie sich ein Christ in Sterbensläufen trösten und halten soll. Berwaldt, Leipzig 1565.
- Der gantze Prophet Jeremias, Zu diesen schweren vnnd gefehrlichen zeiten, frommen Christen zum vnterricht vnd Trost, Ausgelegt. Jtem, Der Prophet Sophonias, Ausgelegt. 1566. (Digitalisat)
- Tröstliche sprüche unnd Grabschrifft aus Heiliger Schrifft zusammen gefasset und kürtzlich erkleret, damit wir uns zum Tod gefast machen sollen. Bärwald, Leipzig 1566. (Digitalisat)
- Brevis et utilis libellus prosodiae, olim scriptus in usum discentium rationem recte et eleganter scribendi Graecos et Latinos versus. Dicta Pindarica, Graeca, olim puerili studio collecta, cum brevi explicatione et indicatione sententiae. Rhamba, Leipzig 1568. (Digitalisat)
- In Genesin, Primvm Librvm Moysi, Commentarivs, Ita Scriptvs, Doctrinam Magno Vsvi Esse Possit, Hoc Praesentim tempore, in quo verâ doctrina de S. Trinitate … maxime opus est. Leipzig 1569. (Digitalisat)
- Der Psalter Des Königlichen Propheten Davids. Mit den kurtzen Summarien Viti Dieterichs, und Doct. Nicolai Selnecceri Reim-Gebätlein, Auch mit nützlichen Registern der Psalmen vermehret, nebst einem kleinen Gebät-Büchlein. Harz, Hildesheim 1746. (Digitalisat)
- Institutio Christianae Religionis, Continens Doctrinam Catecheticam: Catechismum D. D. Lutheri Graecè & Latinè: Decalogi Explicationem: & Quaestiones Catecheticas, accomodatas ad vsum Scholarum. 1579. (Digitalisat)
- Historia Lutheri, 1575, dt. 1578
- Colloquia oder christliche nützliche Tischreden Doctoris Martini Luteri. 1577. (Digitalisat)
- In Omnes D. Pauli apostoli commentarius plenissimus. Apel, Leipzig 1795. (Digitalisat)
- Commentarius in harmoniam evang. 1578[11]
- Notatio de studio sacrae Theologiae, & de ratione discendi doctrinam coelestem. Catalogus locorum theologicorum &, qui his serviunt, Philosophicorum. Oratio de linguarum studio. Martini Lutheri Oratio de scholis recte instituendis. Rhamba, Leipzig 1579. I(Digitalisat)
- Jungfrawen Spiegel. Aus Gottes Wort, und D. M. Lutheri Schrifften, nach Ordnung der heiligen zehen Gebot, mit vleis zugerichtet. Sampt angehengten kurtzen Historien, der heiligen Jungfrawen, welcher Namen im Calender stehen. Leipzig 1580.
- Examen ordinandorum aut Forma explicationis examinis ordinandorum, olim scripti a Ph. Melanchthone, instituta et accommodata ad veram confessionem. 1582, 1584 und 1592
- Operum lat. partes IV. 1584–93
- Christliche Psalmen Lieder und Kirchengesenge In welchen die Christliche Lehre zusam gefasset und erkleret wird Treuen Predigern in Stedten und Dörffern Auch allen frommen Christen zu diesen letzten und schweren zeiten nütz und tröstlich. 1587. (Digitalisat)
- Ehe und Regentenspiegel. 1589.
- Trostsprache für Christen. 1594.

Lieder
- 1565: Hilf, Helfer, hilf in Angst und Not
- 1572: Text zu Lass mich dein sein und bleiben, du treuer Gott und Herr (EG 157).
- 1572: Text zu Ach bleib bei uns, Herr Jesu Christ (EG 246 und RG 790, Str.2–7)
- 1587: Melodie zu Nun lasst uns Gott dem Herren Dank sagen (EG 320 und RG 631) bzw. Nun lasst uns gehn und treten (EG 58 und RG 548) bzw. Wach auf, mein Herz, und singe (EG 446 und RG 568) bzw. Amen, Gott Vater und Sohne (RG 748)
- 1587: Beichtlied, Wir danken dir, o treuer Gott, (Evangelisch-Lutherisches Kirchengesangbuch Nr. 481)

## Literatur

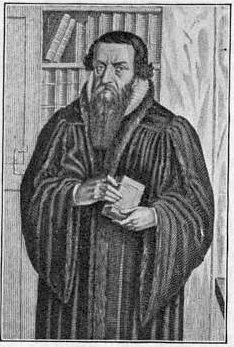
Nikolaus Selnecker (Historisierende Darstellung, datiert 1906)